# Malé Výkleky
Malé Výkleky (německy Klein Wiklek) jsou obec v okrese Pardubice v Pardubickém kraji. Žije zde 135 obyvatel.

## Historie
První písemná zmínka o obci pochází z roku 1654.

## Obyvatelstvo
| Rok            | 1869 | 1880 | 1890 | 1900 | 1910 | 1921 | 1930 | 1950 | 1961 | 1970 | 1980 | 1991 | 2001 | 2011 | 2021 |
| -------------- | ---- | ---- | ---- | ---- | ---- | ---- | ---- | ---- | ---- | ---- | ---- | ---- | ---- | ---- | ---- |
| Počet obyvatel | 180  | 206  | 214  | 238  | 236  | 207  | 198  | 159  | 182  | 171  | 157  | 130  | 138  | 119  | 124  |
| Počet domů     | 29   | 33   | 37   | 43   | 47   | 47   | 47   | 46   | 42   | 39   | 43   | 45   | 46   | 47   | 47   |

## Obecní správa
V letech 1850–1867 se Malé Výkleky staly samostatnou obcí v okrese Nový Bydžov. V letech 1868–1903 patřily jako osada obce k Vápnu, ale v letech 1904–1960 byly uváděny znovu jako obec v okrese Nový Bydžov (1904–1930) a později v okrese Přelouč. V letech 1961–1990 patřily jako část obce k Chýšti a od 24. listopadu 1990 jsou opět samostatnou obcí v okrese Pardubice.

### Obecní symboly
Znak a vlajka byly obci uděleny rozhodnutím předsedkyně Poslanecké sněmovny Parlamentu České republiky dne 20. března 2023.